# Phaic Tǎn. Land des krampfhaften Lächelns
Das Buch Phaic Tǎn. Land des krampfhaften Lächelns (Originaltitel: Phaic Tăn – Sunstroke on a Shoestring) ist eine als ein fiktiver Reiseführer verfasste Parodie aus der Reihe der Jetlag-Travelguides der Autoren Santo Cilauro, Tom Gleisner und Rob Stich. Es beschreibt Phaic Tǎn als ein südostasiatisches Land, das alle negativen Klischees dieses Raumes in sich vereinen soll. Phaic Tǎn ist ein Kalauer und steht für fake tan (englisch: „falsche Bräune“). Das Buch ist Nachfolger von Molwanîen. Land des schadhaften Lächelns, das Reiseführer zu Osteuropa parodiert. Nach Phaic Tǎn erschien San Sombrèro. Karibik, Karneval und Kakerlaken, welches Reiseführer für Mittelamerika parodiert.

## Inhalt

Fiktive Flagge Phaic Tǎns

Das Buch umfasst formal alle typischen Merkmale eines Reiseführers – eine kurze Darstellung der Geschichte, Kultur, Land und Leute, Insidertipps, Hotel- und Restaurantempfehlungen und einen kleinen Sprachführer zu diesem fiktiven Land. Die Darstellungen sind allerdings stark übertrieben und lehnen sich an sämtlichen negativen Klischees der südostasiatischen Länder an. Bereichert werden die Angaben durch Anmerkungen von ebenfalls fiktiven vier „Verfassern von Sonderbeiträgen“, die jeweils unterschiedliche, ebenfalls überspitzt dargestellte Typen des Touristen darstellen.

### Darstellung des fiktiven Landes
Das Buch gliedert das Land in drei Provinzen und die imaginäre Hauptstadt Bumpattabumpah. Es handelt sich um die Küstenprovinz Tan Gah, die vom Dschungel geprägte Provinz Pha Phlung und die eher ärmliche und reizlose Provinz Lut Sham Ding. Insgesamt wird das Land in dem Buch als „die Achselhöhle Asiens“ bezeichnet.
- Bumpattabumpah (Stoßstange an Stoßstange, engl.: bumper to bumper) stellt in dem Buch eine molochartige und chaotische Karikatur einer asiatischen Großstadt dar.
- Die Küstenprovinz Tan Gah (im Original: Thong On) mit der imaginären Verwaltungshauptstadt Pattaponga wird als Karikatur eines südostasiatischen Ferienparadieses beschrieben mit Örtlichkeiten wie der „Schimmelküste“, einer maroden Gesundheitsversorgung und Betonburgen, zweifelhaften Taucherparadiesen und Piraten als Touristenattraktionen.
- Die Nordprovinz Pha Phlung mit der Provinzhauptstadt Nham Pong wird als ein – von Drogenanbau und Folgen von Bürgerkriegshandlungen leidendes – Gebiet dargestellt. Dementsprechend fehlt es nicht an Hinweisen auf Landminen. Außerdem sollen hier skurrile Bergstämme leben.
- Die Darstellung der Provinz Lut Sham Dingh (im Original: Sukkondat) mit der Hauptstadt Lang Sahm (im Original: Sloh Phan) ist gekennzeichnet durch die Beschreibung von einer trostlosen, an Natur- und Kulturschätzen armen Gegend.

Das politische und das Rechtssystem werden als nicht demokratisch oder den Menschenrechten verpflichtet beschrieben – Mieter im Zahlungsverzug sollen etwa gefoltert werden. Der CIA werden erhebliche Aktivitäten unterstellt.

### Fiktive Verfasser von Sonderbeiträgen
Es werden als Verfasser von Sonderbeiträgen vier erdachte Personen („Philippe Miseree“, „Tina Payne“, „Sven Teitarssen“ und „Jonathan Quibble“) genannt, die jeweils unterschiedliche Formen der Reisephilosophie in übertriebener Form repräsentieren.
- „Philippe Miseree“ wird als derjenige Reisende dargestellt, der auf Ursprünglichkeit Wert legt, laut Beschreibung ist er stolz darauf, „so ziemlich jeden Ort auf der Welt mindestens zweimal besucht zu haben: einmal, um ihn zu erleben, und dann noch einmal einige Jahre später, um von den Veränderungen enttäuscht zu sein“.
- „Tina Payne“ stellt die übervorsichtige Reisende dar.
- „Sven Teitarssen“ soll ein Rucksacktourist und überzeugter Billigreisender sein, der „kürzlich bei einer Reise durch Südostasien sogar Profit machte“.
- „Jonathan Quibble“ ist eine Figur, die den verwöhnten und überanspruchsvollen Luxusreisenden darstellt.

## Verbreitung auf dem Buchmarkt
Kurz nach dem Erscheinen des Buches im Februar 2006 konnte es von Anfang März bis Anfang April 2006 Rang 16 in der Bestseller-Liste des Spiegel für Belletristik erreichen.

## Kritik
Phaic Tǎn. Land des krampfhaften Lächelns wurde zwar als durchaus unterhaltsam und kurzweilig aufgenommen, jedoch soll durch Wiederholungen zum Ende hin durchaus die Gefahr der Langeweile bestehen. Das Buch wendet sich dabei mit seiner Form des Humors an Personen mit einem Hang zu Sarkasmus, Ironie und schwarzem Humor.